# Heinrich Clam-Martinic
Heinrich Karl Maria hrabě z Clam-Martinic (v české podobě Jindřich Karel Maria hrabě z Clam-Martinic, 1. ledna 1863 Vídeň – 7. března 1932 Klam, Horní Rakousy) byl český šlechtic a rakouský politik a ministerský předseda Předlitavska (rakouské části Rakousko-Uherska). Pocházel z šlechtického rodu Clam-Martiniců, usazeného v Čechách a v Rakousku.

## Kariéra

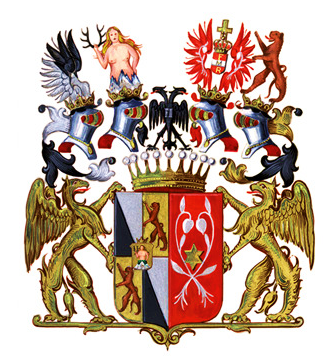
Erb rodu Clam-Martiniců

Narodil se jako starší syn hraběte Richarda Clam-Martinice, který po smrti svého bratra Jindřicha Jaroslava převzal roku 1887 vůdčí roli mezi politicky aktivní českou šlechtou. Heinrich Clam-Martinic po maturitě na gymnáziu v Praze studoval práva na Karlově univerzitě (1881–1888), jeden semestr absolvoval také v Innsbrucku. Po studiích krátce sloužil v armádě, v níž dosáhl hodnosti nadporučíka (1889). Byl přítelem a důvěrníkem následníka trůnu arcivévody Františka Ferdinanda, kterého v letech 1892-1893 doprovázel na cestách po světě. Od roku 1894 byl poslancem Českého zemského sněmu za stranu konzervativního velkostatku, od roku 1902 zasedal i v Panské sněmovně Říšské rady (nejprve jako doživotní člen, od roku 1907 dědičný). V roce 1890 obdržel hodnost c. k. komořího a v roce 1909 byl jmenován tajným radou. Angažoval se v různých sférách veřejného života, mimo jiné byl v letech 1898–1916 prezidentem České průmyslové banky. V prvních letech války bojoval na ruské a italské frontě v hodnosti rytmistra. Pro nesouhlas s názory ministerského předsedy Stürgkha vstoupil do vlády až v říjnu 1916 jako ministr zemědělství v kabinetu Ernesta von Koerber.

## Ministerský předseda
Po nástupu císaře Karla I. a odmítnutí úřadu baronem Alexandrem Spitzmüllerem byl 20. prosince 1916 jmenován předsedou předlitavské vlády. Mezi jeho nejvýraznější ministry patřili Alexander Spitzmüller (finance), Max von Hussarek (školství) a Josef Maria Baernreither (bez portfeje, odborník na jihoslovanskou problematiku). Personálně a názorově neustálené okolí nového a nezkušeného císaře mu značně zužovalo manévrovací prostor ve vnitřní i zahraniční politice. Jeho hlavní snaha se soustředila na utlumení národnostních rozporů v říši. Pokusil se povolat do vlády členy všech národností a dosáhnout subdualistického uspořádání říše, kde měly být sjednoceny jihoslovanské země se Srbskem v rámci Uher a Halič s dalšími polskými kraji v rámci Předlitavska. Dvoustupňová úroveň správy měla zajistit uklidnění situace mezi Čechy a Němci v Českém království. Jeho snahy však byly téměř všemi stranami odmítnuty a Clam-Martinic podal 23. června 1917 demisi.
O měsíc později se stal vojenským guvernérem okupované Černé Hory a zůstal jím až do konce války (červenec 1917 až říjen 1918). Ještě před odchodem do Černé Hory získal hodnost plukovníka (1917) a nakonec byl v dubnu 1918 povýšen na generálmajora. V závěru kariéry obdržel velkokříž Řádu sv. Štěpána (1917) a v roce 1918 byl jmenován rytířem Řádu zlatého rouna. Po zániku monarchie žil v soukromí v Rakousku, kde byl v letech 1921–1932 předsedou Spolku katolické šlechty.

## Majetkové poměry

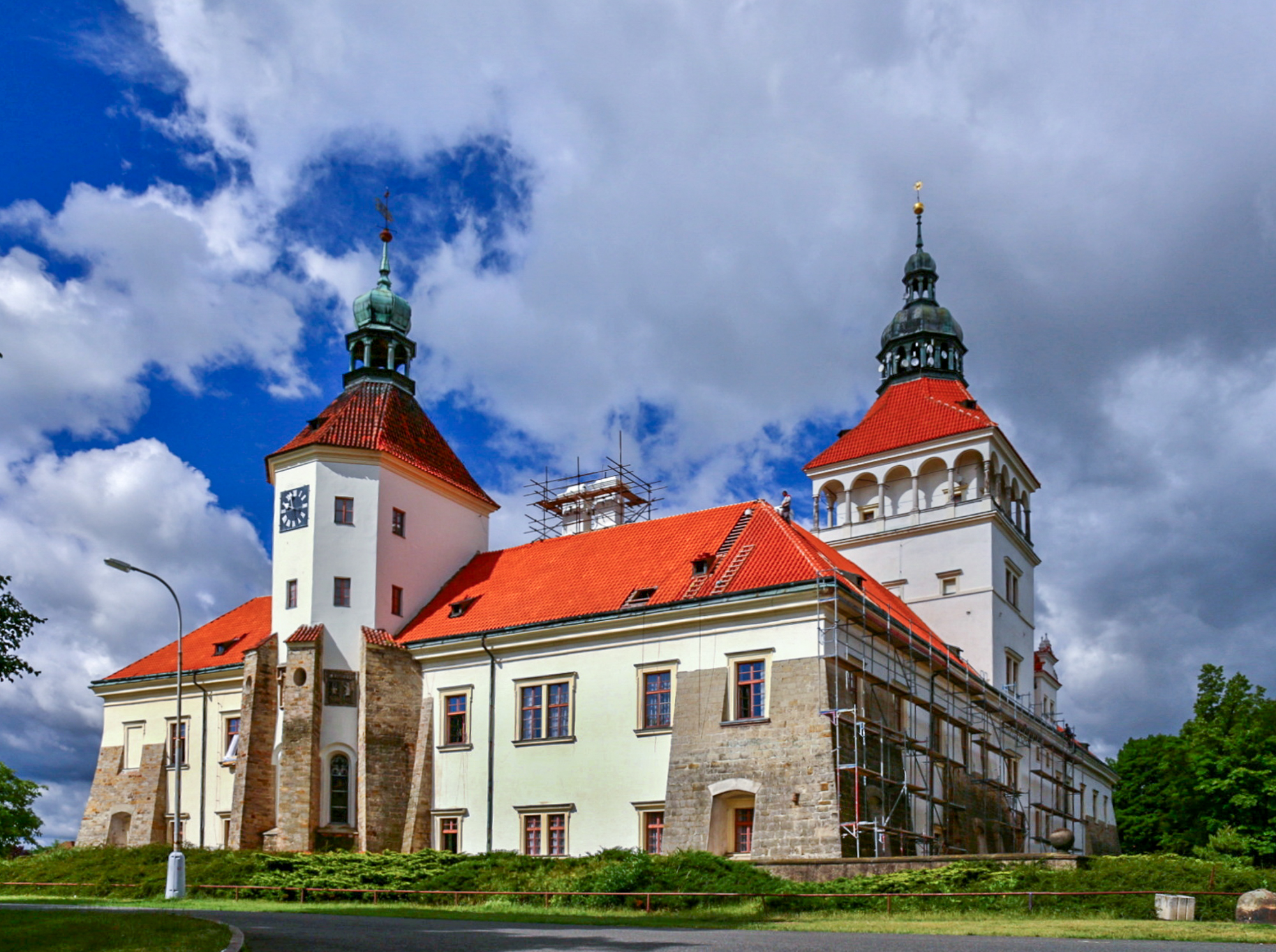
Zámek Smečno, hlavní rodové sídlo

Po strýci Jindřichu Jaroslavovi zdědil v roce 1887 statek Klam v Horním Rakousku, po otci pak v roce 1891 i velkostatky v Čechách. Jednalo se o Smečno a Slaný na Kladensku a menší statek Rtišovice na Příbramsku. České velkostatky zahrnovaly celkem přes 6 000 hektarů půdy, hlavním sídlem byl zámek Smečno. Po vzniku Československa proběhla na Clam-Martinicově majetku pozemková reforma, která měla vzhledem k jeho postojům a politickým aktivitám v závěru existence monarchie přísnější průběh než kdekoliv jinde. Na velkostatek Smečno byla hned v roce 1919 uvalena nucená správa a v rámci pozemkové reformy byl kompletně zabaven s minimální finanční náhradou. Clam-Martinicovi byl navíc zakázán vstup do Československa, pouze vybavení smečenského zámku bylo zvláštním vlakem převezeno do Rakouska (podobně nekompromisní postup byl praktikován v případě předposledního rakousko-uherského ministra zahraničí Otakara Černína na velkostatku Vinoř). Heinrich Clam-Martinic zbytek života strávil v Rakousku a zemřel na starém rodovém sídle Clam.
V roce 1895 se oženil s hraběnkou Annou Marií Františkou Abensperg-Traunovou (1875–1956), jejíž otec Otto byl nejvyšším hofmistrem následníka trůnu Františka Ferdinanda. Manželství zůstalo bez potomstva, Heinrich později adoptoval synovce Georga (1908–2000) jako dědice majetku v Rakousku.